# Аже (Жерс)
Аже (фр. Haget) насеље је и општина у јужној Француској у региону Миди Пирене, у департману Жерс која припада префектури Миранд.
По подацима из 2011. године у општини је живело 317 становника, а густина насељености је износила 34,84 становника/km². Општина се простире на површини од 9,1 km². Налази се на средњој надморској висини од 210 метара (максималној 270 m, а минималној 162 m).

## Демографија
| 1962. | 1968. | 1975. | 1982. | 1990. | 1999. | 2011. |
| ----- | ----- | ----- | ----- | ----- | ----- | ----- |
| 269   | 289   | 277   | 314   | 329   | 293   | 317   |

График промене броја становника у току последњих година